# 大人のソナタ
『大人のソナタ』（おとなのソナタ）は、2009年4月26日から同年9月6日まで、テレビ朝日系列で放送されていた情報教養・ドキュメンタリー番組である。放送時間は、毎週日曜19:00 ‐ 19:58（JST）。

## 概要
日常生活に関わる様々な疑問を過去の逸話や化学的実験など、様々な方法で検証を行った。副題は、“本当に大切なことは「知識」ではなくて「考えるチカラ」だ”である。
ナレーションを交えたVTRを中心とした番組構成となっており、その合間に田口浩正扮するサラリーマン・目黒春生とCGのキャラクターによるトークが挿入された。開始当初は番組の最初と最後にも目黒が登場していたが、回を重ねるに連れてトークの割合は減少していった。また、このVTR合間のトークではその回のテーマにまつわる偉人の格言が紹介された。番組サイトではバックナンバーとして各回のテーマと格言のみが記載された。

## 出演者
番組ナビゲーター
- 田口浩正[1]

ナレーター
- 木村匡也

## ネット局
| 放送対象地域   | 放送局                   | 系列           | 放送日時           | ネット状況 |
| -------------- | ------------------------ | -------------- | ------------------ | ---------- |
| 関東広域圏     | テレビ朝日（EX）         | テレビ朝日系列 | 日曜 19:00 - 19:58 | 【制作局】 |
| 北海道         | 北海道テレビ（HTB）      | テレビ朝日系列 | 日曜 19:00 - 19:58 | 同時ネット |
| 青森県         | 青森朝日放送（ABA）      | テレビ朝日系列 | 日曜 19:00 - 19:58 | 同時ネット |
| 岩手県         | 岩手朝日テレビ（IAT）    | テレビ朝日系列 | 日曜 19:00 - 19:58 | 同時ネット |
| 宮城県         | 東日本放送（KHB）        | テレビ朝日系列 | 日曜 19:00 - 19:58 | 同時ネット |
| 秋田県         | 秋田朝日放送（AAB）      | テレビ朝日系列 | 日曜 19:00 - 19:58 | 同時ネット |
| 山形県         | 山形テレビ（YTS）        | テレビ朝日系列 | 日曜 19:00 - 19:58 | 同時ネット |
| 福島県         | 福島放送（KFB）          | テレビ朝日系列 | 日曜 19:00 - 19:58 | 同時ネット |
| 長野県         | 長野朝日放送（abn）      | テレビ朝日系列 | 日曜 19:00 - 19:58 | 同時ネット |
| 新潟県         | 新潟テレビ21（UX）       | テレビ朝日系列 | 日曜 19:00 - 19:58 | 同時ネット |
| 静岡県         | 静岡朝日テレビ（SATV）   | テレビ朝日系列 | 日曜 19:00 - 19:58 | 同時ネット |
| 石川県         | 北陸朝日放送（HAB）      | テレビ朝日系列 | 日曜 19:00 - 19:58 | 同時ネット |
| 中京広域圏     | メ〜テレ（NBN）          | テレビ朝日系列 | 日曜 19:00 - 19:58 | 同時ネット |
| 近畿広域圏     | 朝日放送（ABC）          | テレビ朝日系列 | 日曜 19:00 - 19:58 | 同時ネット |
| 広島県         | 広島ホームテレビ（HOME） | テレビ朝日系列 | 日曜 19:00 - 19:58 | 同時ネット |
| 山口県         | 山口朝日放送（yab）      | テレビ朝日系列 | 日曜 19:00 - 19:58 | 同時ネット |
| 香川県・岡山県 | 瀬戸内海放送（KSB）      | テレビ朝日系列 | 日曜 19:00 - 19:58 | 同時ネット |
| 愛媛県         | 愛媛朝日テレビ（eat）    | テレビ朝日系列 | 日曜 19:00 - 19:58 | 同時ネット |
| 福岡県         | 九州朝日放送（KBC）      | テレビ朝日系列 | 日曜 19:00 - 19:58 | 同時ネット |
| 長崎県         | 長崎文化放送（NCC）      | テレビ朝日系列 | 日曜 19:00 - 19:58 | 同時ネット |
| 熊本県         | 熊本朝日放送（KAB）      | テレビ朝日系列 | 日曜 19:00 - 19:58 | 同時ネット |
| 大分県         | 大分朝日放送（OAB）      | テレビ朝日系列 | 日曜 19:00 - 19:58 | 同時ネット |
| 鹿児島県       | 鹿児島放送（KKB）        | テレビ朝日系列 | 日曜 19:00 - 19:58 | 同時ネット |
| 沖縄県         | 琉球朝日放送（QAB）      | テレビ朝日系列 | 日曜 19:00 - 19:58 | 同時ネット |

## 備考
- 視聴率は時間帯最下位を記録することがあるなど苦戦していた。2009年5月10日放送で3.1%、2009年7月19日の放送では3.6%と深夜番組並の視聴率を記録した[2]。以後も3 - 4%台の視聴率を記録した。
- 2009年7月19日の放送は当初、旅をテーマにした回を放送と予告されていたが、恐怖をテーマにした回に差し替えとなり、放送予定だった旅の回は2009年8月2日[3]に延期となった。差し替えとなった理由は不明。
- 2009年8月30日放送分は、『旅の香り』90分スペシャル（放送枠は18:34 - 19:56）に差し替えられた[4]。

## スタッフ
- 構成：田代裕
- リサーチ：喜多あおい、菅將仁
- キャラクターデザイン：押田秀一
- CG制作：小野修
- 編集：岩崎芳文
- IQ：角田守
- EED：中西祐介
- MA：濱田豊
- 音効：半澤知宏、高橋健人
- 編成：宮田奈苗（テレビ朝日）
- 宣伝：畑田絋孝（テレビ朝日）
- デスク：佐藤まゆみ（テレビ朝日）
- 取材ディレクター：吉田尚史（vivia）
- AP：吉田理衣子（vivia）
- ディレクター：石崎佳之（vivia）
- 総合演出：相川憲一（vivia）
- プロデューサー：渡辺実（テレビ朝日）／阪本明・江端俊明・菊川弘毅（vivia）
- 制作統括：佐藤孝（古舘プロジェクト）
- 制作協力：古舘プロジェクト、テレビ朝日映像
- 制作著作：テレビ朝日

## 参考資料・脚注・出典
1. ↑  俳優・田口浩正がテレビ朝日の新情報番組で初司会! Archived 2009年5月31日, at the Wayback Machine.（webザ・テレビジョン、2009年2月18日記事より）
2. ↑  視聴率は関東地区・ビデオリサーチ調べ。
3. ↑  阪神vs巨人戦を放送したABCは8月6日（木）15:51から、同じく広島vs横浜戦を放送した広島ホームテレビは8月8日（土）13:00から放送。
4. ↑  ただし、ABCは8月2日同様阪神vs巨人戦を放送したため、『旅の香り』90分スペシャルは、9月5日（土）13:30から時差送出された。